# Andrea Fulvio
 (avril 2022).
Andrea Fulvio est un antiquaire et humaniste italien, né à Palestrina vers 1470 et mort à Rome en 1527.

## Biographie
Né aux environs de Palestrina vers la fin du XVe siècle, il fut dès son enfance élevé à Rome, et il en témoigna sa reconnaissance à Léon X, en lui dédiant ses Antiquaria urbis Romæ, Rome, Mazocchi, 1515, in-4°. C’est un poème en deux chants, qui fait plus d’honneur à l’érudition qu’à la verve de l’auteur. On l’a confondu à tort avec un autre ouvrage de Fulvio, sur le même sujet, mais en prose et en cinq livres, intitulé : Antiquitates urbis, in-fol. petit format, sans date ni nom de ville, mais qui doit avoir paru à Rome vers 1527. Il en existe une seconde édition in-8°, 1545, et Paolo Del Rosso en a donné une traduction italienne à Venise, 1545, in-8°. À la suite du dernier ouvrage, l’auteur a placé un poème en vers hendécasyllabes, In laudem populi romani, et une églogue sur l’exposition de Romulus et Rémus aux bords du Tibre. On a encore de Fulvio : Imperatorum et illustrium virorum et mulierum vultus, d’après la collection de médailles de Giacomo Mazocchi, Rome, 1517, in-8°. Josias Simmler a eu tort de faire deux hommes différents d’Andreas Fulvius Sabinus et d’Andreas Fulvius Prænestinus, dans son Epitome Biblioth. Gesner.